# Taylor Smith
Taylor Smith, né le 23 juillet 1991 à Schertz au Texas, est un joueur américain de basket-ball. Il évolue aux postes d'ailier fort et de pivot.

## Biographie
Né au Texas, Taylor Smith rejoint les Lumberjacks de l’Université SF Austin dans ce même état. Pour sa dernière année en NCAA, le pivot termine sa saison senior avec 15,7 points, 9,2 rebonds et 2,8 passes de moyenne. Il est alors distingué du titre de MVP de sa conférence. Après cette belle saison, Taylor rejoint le club de Kolossos Rhodes (D1 Grecque) pour 2 ans. Cette découverte avec l’Europe se passe plutôt bien pour le jeune pivot (7,8 points et 5,5 rebonds).
Taylor enchaîne avec deux saisons en D2 Italienne dans le club d’Orasi Ravenna. Grâce à une belle activité des deux côtés du terrain, il aide son équipe à atteindre les demi-finales de Play-Offs (14 points, 9,3 rebonds et 2,3 contres).
Lors de sa première saison au BCM Taylor est un élément majeur de l'équipe. Il effectue un énorme travail défensif dans la raquette du BCM et il finit meilleurs contreur du Championnat (71 contres en 34 match) loin devant ses poursuivants (Youssoupha Fall 2ème meilleur contreur finit avec 32 contres en 34 matchs). 
À la fin du championnat de Jeep Elite 2017-2018 Taylor décide de rester dans le Nord de la France et de poursuivre ainsi son aventure au BCM.
Après deux saisons dans le Nord, il reste en France et rejoint Nanterre 92. L'année suivante, il quitte la France pour s'engager avec le KK Mornar Bar, club monténégrin disputant la Ligue Adriatique. À l'issue de la saison, il prolonge d'un an avec le KK Mornar Bar.

## Clubs successifs

### Carrière universitaire
- 2009-2011 :  Highlanders de McLennan CC (NJCAA)
- 2011-2013 :  Lumberjacks de Stephen F. Austin (NCAA)

### Carrière professionnelle
- 2013-2015 :  AO Kolossos Rodou (ESAKE)
- 2015-2017 :  Basket Ravenna (LegaDue)
- 2017-2019 :  BCM Gravelines Dunkerque (Pro A/Jeep Élite)
- 2019-2020 :  Nanterre 92 (Jeep Élite)
- Depuis 2020 :  KK Mornar Bar (ABA League)

## Palmarès
- Meilleur contreur du Jeep Elite 2018 et 2019
- Meilleur contreur du championnat d'Italie D2 2016, 2017
- Joueur de l'année de la Southland Conference 2013
- First-team All-Southland 2013